# Biais d'optimisme
 (août 2018).
Le contenu est difficilement compréhensible vu les erreurs de traduction, qui sont peut-être dues à l'utilisation d'un logiciel de traduction automatique.
Le biais d'optimisme, également connu sous le nom d’optimisme comparatif, est un biais cognitif qui amène une personne à croire qu'elle est moins exposée à un événement négatif que d'autres personnes. Si cette croyance comporte un risque ou entraîne une erreur, on parle alors d’optimisme irréaliste. Un certain nombre de recherches ont mis en évidence une tendance chez l'être humain à plutôt s’attendre à des événements positifs qu’à des événements négatifs. Ce biais d'optimisme serait assez commun et ne dépendrait pas nécessairement du sexe, de l'âge, de l'origine ou de la culture. Des biais optimistes sont aussi rapportés chez des animaux tels que les rats et les oiseaux.
Il existe quatre facteurs qui induisent une tendance optimiste chez une personne : l'état final souhaité, ses mécanismes cognitifs, les informations que la personne a sur elle-même comparées à celles qu'elle a sur les autres et enfin son humeur générale. Le biais d’optimisme apparaît dans un certain nombre de situations. Par exemple : des personnes qui s’attendent à vivre plus longtemps que la moyenne ou sous-estiment les risques de divorce les concernant, des fumeurs qui estiment qu'ils sont moins susceptibles de contracter un cancer du poumon ou une maladie pulmonaire que les autres fumeurs, ou des commerçants qui pensent qu'ils sont moins exposés à des pertes sur les marchés.
Le biais d'optimisme se produit aussi bien à propos d'événements positifs (comme penser avoir une meilleure réussite financière qu'autrui) que d'événements négatifs (comme étant moins probable d'avoir un problème d'alcool). Toutefois les recherches suggèrent que le biais est plus fort pour des événements négatifs (effet de valence). Des conséquences différentes résultent de ces deux types d’événements : les événements positifs entraînent souvent des sentiments de bien-être et d’estime de soi, alors que les événements négatifs ont pour conséquence d'augmenter les comportements à risque ou l'absence de précautions en matière de sécurité.

## Terminologie
Bien que les termes « irréaliste » et « comparatif » soient parfois utilisés indifféremment, certains chercheurs recommandent de ne pas les confondre :

« Les auteurs qui mentionnent le concept d’optimisme irréaliste discutent en fait le plus souvent de l’optimisme comparatif,,. Pourtant, l'optimisme comparatif et l'optimisme irréaliste sont deux phénomènes différents. Le premier fait référence à la façon dont la personne se positionne par rapport à autrui. Rien n'empêche d'ailleurs que ce positionnement soit négatif, c'est-à-dire que l'on observe du pessimisme comparatif. Le second est un jugement porté par le chercheur sur l'exactitude de l'attitude exprimée par le sujet par rapport au risque objectif que ce dernier encoure. Le risque objectif est cependant un critère externe pas toujours accessible au chercheur. Si l’optimisme comparatif est souvent considéré comme irréaliste c'est parce qu'il est logiquement impossible que la plupart des gens soient au-dessus ou en dessous de la moyenne. Abondant dans cette voie, nombreux sont les auteurs qui ont adopté les termes de "biais" ou d'"erreur" pour désigner cette tendance. On suppose alors que l'individu "se trompe" comparativement à une réalité virtuellement chiffrable. Mais, même si nous devons admettre que tout le monde ne peut être au dessus de la moyenne, c'est autre chose de dire que chaque sujet particulier se trompe. Assimiler optimisme comparatif et optimisme irréaliste nous semble donc une source de confusion à éviter. »

— I. Milhabet, O. Desrichard et J.-F. Verlhiac, « Comparaison sociale et perception des risques: l'optimisme comparatif »

## Mesure

### Risque absolu et relatif
Pour mesurer le biais d'optimisme sur un sujet (qui est par définition une notion subjective) il y a besoin de définir ce qu'est une estimation de risque. Avec un risque « absolu », les individus sont invités à estimer leur probabilité de subir un événement négatif par rapport à leur risque réel (comparaison avec soi). Avec un risque « comparatif », il est demandé aux individus d'estimer la probabilité de subir un événement négatif (leur estimation du risque personnel) par rapport à d'autres personnes du même âge et du même sexe (une estimation du risque cible). Des problèmes peuvent survenir lors de la mesure du risque absolu, car il est extrêmement difficile de déterminer la statistique du risque réel pour une personne. Par conséquent, le biais est principalement mesuré dans les formes de risque comparatives, où les personnes se comparent aux autres, par des comparaisons directes et indirectes.

### Comparaison directe ou indirecte
Dans une comparaison directe, le sujet estime la probabilité qu'il a, selon lui, d'expérimenter un événement par rapport aux « autres » (en général de même âge et sexe que lui). En d'autres termes, le sujet donne directement son estimation de la variation du risque entre ce qu'il pense « pour les autres » et ce qu'il pense « pour lui-même » : c'est directement la mesure de son biais d'optimisme.
Dans une comparaison indirecte, le sujet fait deux estimations séparées : l'une correspondant à la probabilité qu'il s'attribue d'expérimenter un événement, l'autre correspondant à la probabilité qu'il attribue « aux autres » (toujours de même âge et sexe que lui) d'expérimenter le même événement. Dans ce cas, pour obtenir la mesure du biais, il faut soustraire les deux estimations,,.
Après avoir obtenu les résultats chiffrés, les chercheurs peuvent utiliser ces informations pour déterminer s'il existe une différence entre l'estimation du risque moyen de l'individu et l'estimation du risque moyen de ses pairs. Généralement, dans les événements négatifs, le risque moyen d'un individu apparaît inférieur à l'estimation du risque des autres. Ceci est ensuite utilisé pour démontrer l'effet de biais. Le biais ne peut être défini qu'au niveau d'un groupe, car au niveau individuel les effets statistiques ne s'appliquent pas. De même, des difficultés peuvent surgir dans les procédures de mesure, car il est difficile de déterminer quand une personne est optimiste, réaliste ou pessimiste. La recherche suggère que le biais provient d'une surestimation des risques de groupe plutôt que d'une sous-estimation des risques de l'individu.

## Facteurs
Les facteurs conduisant au biais optimiste peuvent être classés en quatre groupes différents : les états finaux souhaités du jugement comparatif, les mécanismes cognitifs, les informations sur soi par rapport à une cible et les affects sous-jacents. Ceux-ci sont expliquées plus en détail ci-dessous.

### États finaux souhaités du jugement comparatif
De nombreuses explications du biais d'optimisme proviennent des objectifs fixés et des résultats espérés. Les personnes ont tendance à considérer que leur risque est moins élevé que celui des autres du fait de l'image qu'ils veulent leur donner. Ces explications comprennent la valorisation de soi (en), la présentation de soi et la perception de maîtrise.
La valorisation de soi peut signifier que les prévisions optimistes sont satisfaisantes et qu'il est agréable de penser que des événements positifs se produiront. Les personnes peuvent mieux contrôler leur anxiété ou leurs émotions négatives lorsqu'elles pensent être mieux loties que les autres. Et on a tendance à se concentrer sur la recherche d'informations qui soutiennent ce que l'on veut voir se produire plutôt que sur ce que la logique voudrait qu'il arrive. Avec le biais d'optimisme, les individus percevront les événements avec une distorsion positive car c'est ce qu'ils recherchent. Cela peut signifier aussi que l'on peut réduire ses risques par rapport aux autres afin de paraître mieux que la moyenne : si on est moins en risque que d’autres c'est que l'on est meilleur.
Les études suggèrent que les gens s'efforcent d'établir et maintenir une image personnelle désirable dans les situations sociales. Les gens cherchent à se présenter aux autres sous un bon jour et certains chercheurs suggèrent que le biais d'optimisme est représentatif des processus de présentation de soi : les gens veulent paraître plus à l'aise que les autres. Cependant, ce n'est pas par un effort conscient. Dans une étude où les participants pensaient que leurs compétences de conduite allaient être testées soit dans la vie réelle soit dans des simulations, les personnes qui croyaient qu'elles allaient être testées avaient un biais moins optimiste et étaient plus modestes que les personnes qui n'étaient pas testées[réf. à confirmer]. Des études suggèrent également que les individus qui se présentent de manière pessimiste et négative sont généralement moins acceptées par le reste de la société. Ceci pourrait expliquer l'existence d'attitudes trop optimistes.
Les gens ont tendance à avoir un parti pris plus optimiste lorsqu'ils pensent avoir plus de contrôle sur les événements que les autres. Par exemple, les personnes sont susceptibles de penser qu'elles ne seront pas blessées dans un accident de voiture si elles conduisent le véhicule elles-mêmes ; ce contrôle peut entraîner une prise de risque plus importante chez les motards. Un autre exemple est que si quelqu'un croit avoir beaucoup de contrôle sur le fait d'être infecté par le VIH, il pensera que son risque de contracter la maladie est faible. Des études ont suggéré que plus une personne a une sensation de contrôle, plus son biais d'optimisme sera fort. En conséquence, le contrôle est un facteur important en ce qui concerne les évaluations des risques personnels, mais pas lors de l'évaluation des autres risques. Une méta-analyse examinant la relation entre le biais d'optimisme et le contrôle perçu a révélé qu'un certain nombre de paramètres influent sur cette relation. Par exemple, la nationalité est évoquée : chez les participants américains, la sensation de contrôle est significativement plus liée à l'optimisme que chez d'autres nationalités. Les étudiants également, présentent la même caractéristique par rapport aux non-étudiants. La façon de mesurer le biais d'optimisme (directe ou indirecte) influe également sur l'intensité de cette relation. Un facteur inverse du contrôle perçu est celui de l'« expérience antérieure ». L'expérience antérieure est généralement associée à un optimisme moindre, ce que certaines études expliquent par soit une diminution de la perception du contrôle personnel, soit une plus grande facilité pour les individus de s'imaginer en danger. L'expérience antérieure peut amener à penser que les événements sont moins contrôlables qu'on ne le croyait auparavant.

### Mécanismes cognitifs
Le biais d'optimisme est peut-être aussi influencé par trois mécanismes cognitifs qui guident les jugements et les processus de prise de décision : l’heuristique de la représentativité, la focalisation sur un sujet individuel et la distance interpersonnelle.
Les estimations de la probabilité associées au biais d'optimisme sont basées sur la mesure dans laquelle un événement correspond à l’idée générale de l’événement spécifique. Certains chercheurs suggèrent que l'heuristique de la représentativité est une raison du biais optimiste : les individus ont tendance à penser en catégories stéréotypées plutôt qu'en fonction de leurs objectifs réels lorsqu'ils effectuent des comparaisons. Par exemple, lorsqu'on demande aux conducteurs de penser à un accident de voiture, ils sont plus susceptibles d'associer un mauvais conducteur que le conducteur moyen à la situation. Les individus se comparent aux éléments négatifs qui leur viennent à l'esprit, plutôt qu'à une comparaison globale précise entre eux et un autre conducteur. De plus, lorsque des individus ont été invités à se comparer à des amis, ils ont choisi des amis plus vulnérables en fonction des événements qu'ils prenaient en considération. Les individus ont généralement choisi un ami spécifique en fonction de leur ressemblance avec un exemple donné, plutôt qu'un ami moyen. Les personnes trouvent des exemples directement liés à ce qui leur est demandé, ce qui se traduit par des heuristiques de représentativité.
Les gens en savent plus sur eux-mêmes que sur les autres. Bien que les individus se considèrent en tant que personne unique, ils ont tendance à considérer « les autres » comme un groupe généralisé, ce qui conduit à des estimations biaisées. De même, lorsque des jugements et des comparaisons sont faits sur leurs risques par rapport aux autres, les gens ignorent généralement la personne moyenne, mais se concentrent principalement sur leurs propres sentiments et expériences.
Les différences de risque perçues se produisent en fonction de la distance, lointaine ou proche, d'une cible par rapport à une personne effectuant une estimation du risque. Plus la distance perçue entre le soi et la cible de comparaison est grande, plus la différence de risque perçue est grande. Lorsqu'on rapproche la cible de comparaison de l'individu, les estimations de risque apparaissent plus proches que si la cible de comparaison était une personne plus éloignée du participant. Ainsi, la distance sociale perçue est prise en compte pour déterminer le biais optimiste. En examinant les comparaisons du risque personnel et du risque cible entre les membres d'un groupe, on obtient davantage de similitudes que lorsque les individus font des comparaisons entre groupes externes, lesquelles entraînent de plus grandes différences perçues. Dans une étude, des chercheurs ont manipulé le contexte social du groupe de comparaison, où les participants ont émis des jugements sur deux cibles de comparaison différentes : l’étudiant typique de leur université et un élève typique d’une autre université. Leurs découvertes ont montré que non seulement les gens travaillaient avec la comparaison la plus rapprochée, mais qu’ils étaient plus proches entre eux que par rapport au groupe plus différent. Des études ont également montré que les gens font preuve de plus de parti pris optimiste lorsqu'ils font des comparaisons avec un individu vague, mais les préjugés sont réduits lorsque l'autre est une personne familière, comme un ami ou un membre de la famille. Cela est également déterminé en raison des informations dont ils disposent sur les individus les plus proches d'eux, ne disposant pas des mêmes informations sur les autres personnes.

### Neurosciences
La neuro-imagerie fonctionnelle suggère un rôle clé pour le cortex cingulaire antérieur (CCA) rostral dans la modulation à la fois du processus émotionnel et le rappel de mémoire autobiographique. La cartographie de la connectivité fonctionnelle a montré une corrélation étendue entre le CCA rostral et l'amygdale lors de l'imagination de futurs événements positifs et une corrélation réduite lors de l'imagination de futurs événements négatifs. Sur la base de ces données, il est suggéré que le CCA rostral joue un rôle crucial dans la création d’images positives de l’avenir et, en fin de compte, dans la constitution et le maintien du biais d’optimisme.

### Informations sur le soi et la cible
Les individus en savent beaucoup plus sur eux-mêmes que sur les autres. Parce que les informations sur les autres sont moins disponibles, les informations sur le soi et les autres amènent les gens à tirer des conclusions spécifiques sur leurs propres risques, mais ils ont plus de difficulté à tirer des conclusions sur les risques des autres. Cela conduit à des différences dans les jugements et les conclusions concernant les risques personnels par rapport aux risques des autres, conduisant à des écarts plus importants dans le biais optimiste
Le biais de positivité est la tendance à évaluer un objet plus favorablement, plus l'objet ressemble à un être humain individuel. Généralement, plus une cible de comparaison ressemble à une personne en particulier, plus elle sera familière. Cependant, les groupes de personnes sont considérés comme des concepts plus abstraits, ce qui conduit à des jugements moins favorables. En ce qui concerne le parti pris optimiste, lorsque les gens se comparent à une personne moyenne, qu’il s’agisse d’une personne du même sexe ou du même âge, la cible continue d’être considérée comme moins humaine et moins personnifiée, ce qui se traduira par des comparaisons moins favorables.
La « pensée égocentrique » désigne la manière dont les individus connaissent davantage leurs informations personnelles et les risques qu’ils peuvent utiliser pour former des jugements et prendre des décisions. Une difficulté, cependant, est que les gens ont une grande quantité de connaissances sur eux-mêmes, mais aucune connaissance des autres. Par conséquent, lors de la prise de décisions, les personnes doivent utiliser d'autres informations à leur disposition, telles que les données démographiques, pour en savoir plus sur leur groupe de comparaison. Cela peut être lié à un biais d'optimisme car, alors que les gens utilisent les informations disponibles sur eux-mêmes, ils ont plus de difficultés à comprendre les informations correctes sur les autres. Il est également possible que quelqu'un puisse échapper à la pensée égocentrique. Dans une étude, les chercheurs ont demandé à un groupe de participants de dresser la liste de tous les facteurs qui ont influencé leurs chances de connaître divers événements, puis un deuxième groupe a lu la liste. Ceux qui ont lu la liste ont montré un biais moins optimiste dans leurs propres rapports. Il est possible qu'une plus grande connaissance des autres et de leurs perceptions de leurs risques fasse que le groupe de comparaison soit plus proche du participant.
En ce qui concerne la pensée égocentrique également, il est possible que les individus sous-estiment la quantité de contrôle de la personne moyenne. Ceci est expliqué de deux manières différentes :
1. Les gens sous-estiment le contrôle que les autres ont dans leur vie.
2. Les gens oublient complètement que d'autres ont le contrôle de leurs propres résultats.

Par exemple, de nombreux fumeurs croient qu'ils prennent toutes les mesures de précaution nécessaires pour ne pas contracter le cancer du poumon, par exemple en ne fumant qu'une fois par jour, ou en utilisant des cigarettes filtrées, et estiment que d'autres ne prennent pas les mêmes mesures de précaution. Cependant, il est probable que de nombreux autres fumeurs fassent les mêmes choses et prennent les mêmes précautions.

### Affect sous-jacent
Le dernier facteur de biais optimiste est celui de l’affect sous-jacent et de l’impact de l’expérience. Les recherches ont montré que les gens montrent un biais moins optimiste lorsqu'ils éprouvent une humeur négative, et un biais plus optimiste lorsqu'ils sont d'humeur positive. Les humeurs tristes reflètent un plus grand souvenir des événements négatifs, qui mènent à des jugements plus négatifs, tandis que les humeurs positives favorisent des souvenirs heureux et des sentiments plus positifs. Cela suggère que les humeurs négatives globales, y compris la dépression, entraînent une augmentation des estimations du risque personnel, mais un biais moins optimiste en général. L'anxiété conduit également à un biais moins optimiste, continuant à suggérer que les expériences positives globales et les attitudes positives conduisent à un biais plus optimiste dans les événements.

## Effet de valence
L'effet de valence est utilisé pour faire allusion à l'effet de la valence sur l'optimisme irréaliste. Il a été étudié par Ron S. Gold et son équipe depuis 2003. Ils formulent les questions pour le même événement de différentes manières : "certains participants ont reçu des informations sur les conditions qui favorisent un événement lié à la santé, tel que le développement d'une maladie cardiaque, et ont été invités à évaluer la probabilité de l'événement. D'autres participants ont reçu des informations concordantes sur les conditions qui empêchent le même événement et ont été invités à évaluer la probabilité qu'ils évitent l'événement". Ils ont généralement constaté que l'optimisme irréaliste était plus grand pour la valence négative que positive.

## Conséquences
En santé, le biais optimiste a tendance à empêcher les individus de prendre des mesures préventives pour rester en bonne santé. Par conséquent, les chercheurs doivent être conscients du parti pris optimiste et des façons dont il peut empêcher les gens de prendre des mesures de précaution dans leurs choix de vie. Par exemple, les personnes qui sous-estiment leur risque comparatif de maladie cardiaque en savent moins sur les maladies cardiaques, et même après avoir lu un article contenant plus d'informations, elles sont encore moins préoccupées par le risque de maladie cardiaque. Étant donné que le biais optimiste peut avoir une force importante dans la prise de décision, il est important d'examiner comment la perception du risque est déterminée et comment cela se traduira par des comportements préventifs. Les perceptions du risque sont particulièrement importantes pour les comportements individuels, tels que l'exercice physique, l'alimentation et même l'utilisation d'un écran solaire.
Une grande partie de la prévention des risques se concentre sur les adolescents. En particulier avec la perception du risque pour la santé, l'adolescence est associée à une fréquence accrue de comportements à risque liés à la santé, tels que le tabagisme, la drogue et les rapports sexuels non protégés. Alors que les adolescents sont conscients du risque, cette prise de conscience ne change pas les habitudes de comportement. Les adolescents ayant un fort biais positif et optimiste à l'égard des comportements à risque ont globalement augmenté leur biais optimiste avec l'âge.
Cependant, plusieurs fois, ces tests posent des problèmes méthodologiques. Les questions de risque inconditionnel dans les études transversales sont utilisées de manière cohérente, conduisant à des problèmes, car elles interrogent sur la probabilité d'une action, mais ne déterminent pas s'il y a un résultat ou comparent des événements qui ne sont pas survenus. En ce qui concerne les vaccins, les perceptions de ceux qui n'ont pas été vaccinés sont comparées aux perceptions des personnes qui l'ont été. Parmi les autres problèmes qui surviennent, citons le fait de ne pas connaître la perception d'un risque par une personne. Connaître cette information sera utile pour poursuivre les recherches sur les biais optimistes et les comportements préventifs.

## Tentatives de modifier et d'éliminer
Des études ont montré qu'il est très difficile d'éliminer le biais optimiste. Cependant, certaines personnes croient que tenter de réduire le biais optimiste encouragera les gens à s'adapter aux comportements de protection de la santé. Certains chercheurs suggèrent que le biais optimiste ne peut être réduit et qu'en essayant de réduire le biais optimiste, le résultat final était généralement encore plus biaisé. Dans une étude de quatre tests différents visant à réduire le biais optimiste, les chercheurs ont constaté que, indépendamment des tentatives de réduction du biais, tous les participants ont vu leur biais augmenter plutôt que diminuer. Bien que les études aient tenté de réduire le biais optimiste en réduisant la distance, dans l'ensemble, le biais optimiste demeure.
Bien que la recherche ait suggéré qu'il est très difficile d'éliminer le biais, certains facteurs peuvent aider à combler l'écart du biais optimiste entre un individu et son groupe de risque cible. Premièrement, en plaçant le groupe de comparaison plus près de l’individu, le biais optimiste peut être réduit : des études ont montré que lorsque les individus étaient invités à faire des comparaisons entre eux et des amis proches, il n'y avait presque pas de différence dans la probabilité d’un événement. En outre, l’expérience réelle d’un événement entraîne une diminution du biais optimiste. Bien que cela ne s'applique qu'à des événements avec une expérience antérieure, la connaissance de l'inconnu antérieur entraînera moins d'optimisme.

## Politique, planification et gestion
Le biais d'optimisme influence les décisions et les prévisions en matière de politique, de planification et de gestion. Par exemple, les coûts et les délais d'exécution des décisions planifiées ont tendance à être sous-estimés et les avantages surestimés en raison du biais d'optimisme. Le terme de planning fallacy a d'abord été proposé par Daniel Kahneman et Amos Tversky,. De plus en plus de preuves prouvent que le biais d'optimisme représente l'une des principales causes de risque pour les dépassements de coûts des mégaprojets.